# قانون التعبئة والتغليف ووضع العلامات للمستهلك
شهد قانون التعبئة والتغليف ووضع العلامات للمستهلك، هو قانون مرسوم تنظيمي، العديد من التعديلات منذ إصداره في عام 1970. وهذا القانون يطبق على التعبئة والتغليف، ووضع العلامات، والبيع، والاستيراد والترويج  للمنتجات المعبأة مسبقًا، والعديد من المنتجات الأخرى.
ويتطلب القانون بأن تحتوي المنتجات الاستهلاكية المعبأة مسبقًا على معلومات وصفية ودقيقة لمساعدة المستهلكين على اتخاذ قرارات شراء مبنية على المعرفة. بالإضافة إلى حظره بتقديم بيانات كاذبة أو مضللة، ويحدد مواصفات إلزامية لوضع العلامات مثل اسم المنتج، وصافي الكمية، وهوية التاجر. كما يسمح للمفتشين المُكلفين بالتالي: بالدخول لأي مكان في أي وقت مسموح به؛ وفحص المنتجات المعبأة مسبقًا؛ وفتح الحزم؛ وفحص المستندات أو الوثائق وعمل نسخ منها؛ وحرز المنتجات أو وضع العلامات أو مواد التعبئة والتغليف أو الإعلانية التي لا تتوافق مع القانون واللوائح. وبموجب القانون، يُدان أي مخالف بحكم يصل إلى السجن لمدة عام وغرامة تبلغ 10000 دولارًا كنديًا.
وتقع مسئولية إدارة وتطبيق القانون واللوائح، فيما يتعلق بالمنتجات غير الغذائية، على عاتق مكتب المنافسة، وكالة بوزارة الصناعة الكندية. في حين تقع مسئولية الإدارة، فيما يتعلق بالمنتجات الغذائية، على عاتق الوكالة الكندية لفحص الأغذية (CFIA). وهناك فئات معينة من الأصناف معفاة من القانون على سبيل المثال المنتجات التجارية أو الصناعية أو المؤسسية التي لا تستخدم إلا المنتجات أو الأدوية أو المنتجات المخصصة للتصدير فقط. وتهتم اللوائح باتساق، واكتمال، ودقة وضع العلامات والتعبئة والتغليف للمنتجات الاستهلاكية. وتعمل هذه اللوائح على طرق موحدة لتعبئة وتغليف ووضع علامات للمنتجات الاستهلاكية لمساعدة المستهلكين في اتخاذ اختيارات مبنية على المعرفة في السوق.  ويتوفر الآن دليل مساعد من الحكومية الفدرالية. وعلى نطاق واسع، يعرف القانون «المنتج» ليعني أي مادة، أو قد يعني بموضوع التجارة أو التبادل التجاري، وذلك فيما يتعلق بالمنتجات الغذائية أو غير الغذائية. وتندرج المنسوجات تحت قانون وضع العلامات للمنسوجات، بينما تندرج المعادن الثمينة تحت قانون وضع العلامات للمعادن الثمينة.